# Sabrosa (freguesia)
Sabrosa es una freguesia portuguesa, sede del concelho homónimo, con 8,68 km² de superficie y 1130 habitantes (2021). Su densidad de población es de 130,2 hab/km².

## Historia
Con fuero concedido por el rey Sancho I en 1106, Sabrosa se enorgulllece de ser la localidad natal de Fernando de Magallanes. Inicialmente aldea de Vila Real, se constituyó en freguesia en 1826, y diez años después en sede del nuevo concelho de Sabrosa.

## Patrimonio
- Iglesia parroquial, dominada por el campanario y construida en estilo barroco en dos fases, en los siglos XVII y XVIII. En su interior destacan el retablo de la capilla mayor, el órgano monumental y la custodia.
- En el casco urbano abundan las casas solariegas blasonadas, como la de Pereira, donde nació Magallanes, la de los Teixeira Lobo, o la de los Canavarros, acaso la más imponente, hoy transformada en hotel.
- A dos km del casco urbano se encuentra el castro de Sabrosa, datado en la Edad del Hierro y posteriormente ocupado por los romanos.